# Kerri Battiston
Pour les articles homonymes, voir Battiston.
Kerri Lynn Battiston, née Kerri Lynn Smit est une joueuse canadienne de beach-volley, née le 18 juin 1989.

## Carrière
Elle remporte la médaille de bronze en 4x4 aux Jeux mondiaux de plage de 2019 à Doha